# Gressittiella castaneopicta
Gressittiella castaneopicta är en insektsart som beskrevs av Willemse, C. 1961. Gressittiella castaneopicta ingår i släktet Gressittiella och familjen vårtbitare. Inga underarter finns listade i Catalogue of Life.